# Église Protestante de Genève

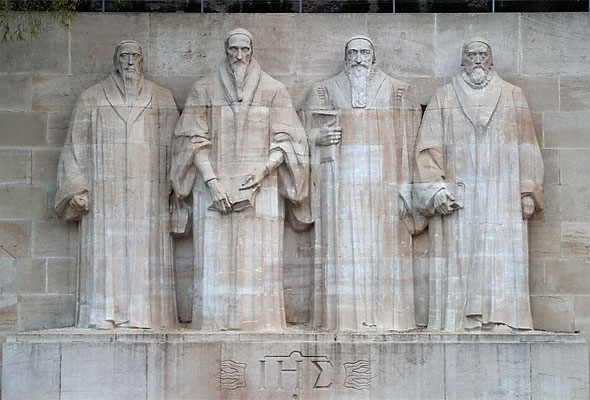
Reformationsdenkmal in Genf

Die Église protestante de Genève (EPG, deutsch: Protestantische Kirche Genfs), früher Église nationale protestante de Genève (ENPG, deutsch: Protestantische Landeskirche Genfs) ist die landeskirchliche Organisation der reformierten Kirche im Kanton Genf. Die EPG versteht sich als Zusammenschluss der protestantischen Genfer Kirchgemeinden und der Pfarrschaft und ist Mitglied der Evangelisch-reformierten Kirche Schweiz.
Im Jahre 2013 arbeiteten 60 Pfarrer und Diakone (darunter 23 Frauen) in der EPG, die rund 90'000 Mitglieder hat.

## Geschichte
Die protestantische Kirche Genfs wurde mit der Annahme der Reformation in Genf am 21. Mai 1536 gegründet.

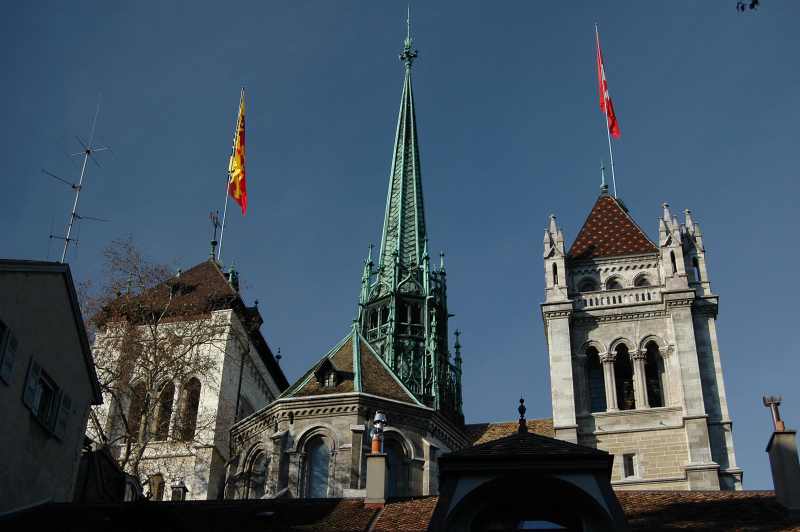
Kathedrale St. Peter, ehemaliger Bischofssitz, heute Hauptkirche der Stadt Genf sowie der Église protestante de Genève

## Behörden
Im Consistoire, dem Kirchenparlament, sind die Vertreter der Kirchgemeinden, der kirchlichen Dienste, der Seelsorge, der Theologischen Fakultät und der Pfarrschaft vertreten. Es bestimmt über die Ausrichtung und die Politik der Landeskirche sowie die Finanzen und erlässt die Kirchenverfassung und die kirchlichen Reglemente.
Der Conseil du Consistoire, die Kirchenregierung, setzt sich aus mindestens sechs Mitgliedern zusammen, deren Mehrheit Laien sein müssen; überdies hat der Präsident der Compagnie des pasteurs et des diacres Einsitz mit beratender Stimme. Der Rat vertritt die Landeskirche nach aussen, führt die Beschlüsse des Consistoire aus und verabschiedet zu dessen Handen kirchliche Vorlagen.
Die Compagnie des pasteurs et des diacres vereinigt die gesamte Pfarrschaft und ist für deren unmittelbaren Angelegenheiten zuständig. Präsidiert wird sie von einem modérateur bzw. einer modératrice.

## Gliederung
Die Landeskirche ist in sieben Regionen organisiert: Arve et Lac, Centre-Ville, Salève, Plateau-Champagne, Rhône-Mandement und Jura-Lac, die insgesamt 31 Kirchgemeinden umfassen. Drei Kirchgemeinden erstrecken sich über das ganze Gebiet der Kantonalkirche: die Gehörlosengemeinde, die ökumenische Gemeinde von Menschen mit einer Behinderung und deren Familien sowie die deutschsprachige Gemeinde.